# Amphetamine Reptile Records
Amphetamine Reptile Records (или же AmRep Industries) — лейбл звукозаписи, основанный американским морпехом Томом Хазельмайером в 1986 году в штате Вашингтон. Лейбл специализируется на записях жанра нойз-рок и также издал Strap It On, дебютный альбом альтернативной-метал-группы Helmet, который был распродан тиражом в больше чем 40 тысяч копий. По словам Хазельмайера, успех альбома был существенно важным для поддержания жизни AmRep на протяжении 1990-х, поскольку он «помогал поддерживать другие вещи, которые продавались меньше». Лейбл был предметом документального фильма 2014 года The Color of Noise.

## История
Изначально Хазельмайер основал лейбл для издания записей своей собственной группы Halo of Flies. Со временем дискография лейбла расширилась и теперь включает в себя записи Helmet, Melvins, Cows, Хелиоса Крида, Chokebore, Servotron и других. Позже Хазельмайер перенёс лейбл в Миннеаполис. На сегодняшний день Melvins и H•O•F пользуются услугами лейбла, чтобы издавать ограниченный тираж семидюймовых синглов.
Большая часть бэк-каталога AmRep в настоящее время распродана, несмотря на то, что многие их издания доступны в цифровом формате.

## Исполнители
- Bailter Space
- Boredoms
- Boss Hog
- Brainiac
- Calvin Krime
- Casus Belli
- Chokebore
- Chrome Cranks
- Cosmic Psychos
- Cows
- Dwarves
- feedtime
- Fetish 69
- Freedom Fighters
- Gas Huffer
- Gaunt
- Gay Witch Abortion
- Gear Jammer
- Gnomes of Zurich
- God Bullies
- godheadSilo
- Guzzard
- Halo of Flies/H•O•F
- Halo of Kitten
- Hammerhead
- Hedonists
- Helios Creed
- Helmet
- The Heroine Sheiks
- Janitor Joe
- Jawbox
- Jonestown
- Killdozer
- King Barry and the Sinister Soulsters
- King Snake Roost
- Lollipop
- Lonely Moans
- Love 666
- lowercase
- Lubricated Goat
- Mama Tick
- Melvins/Snivlem
- Mog Stunt Team
- Mudhoney
- Nashville Pussy
- Negative Approach
- Party Diktator
- Pogo the Clown
- Powers That Be
- S.W.A.T.
- Servotron
- Silver Salute
- Steel Pole Bath Tub
- Strapping Fieldhands
- Surgery
- Superchunk
- Supernova
- Tad
- Tar
- The Jesus Lizard
- Thee Headcoats
- Thee Mighty Caesars
- The Thrown Ups
- The U-Men
- The Urinals
- Today is the Day
- Unsane
- Vaz
- Vertigo
- White Drugs
- Whopping Big Naughty
- X